# Inhibitory aromatazy
Inhibitory aromatazy – grupa leków stosowanych w hormonoterapii hormonozależnych (posiadających ER lub PGR) nowotworów sutka i jajnika po menopauzie, poprzez hamowanie aktywności aromatazy (inhibitor enzymatyczny), doprowadzając do hipoestrogenizmu.
Częstym schematem leczenia jest włączanie leków tej grupy po kilkuletniej terapii tamoksyfenem. W odróżnieniu od tamoksifenu (mającego działanie agonistyczne na receptory estrogenowe w kościach) leki tej grupy są pozbawione tego działania, co jest przyczyną nasilającej się osteoporozy.
Inhibitory aromatazy dzielą się na:
- steroidowe, nieodwracalnie hamujące enzym (eksemestan)
- niesteroidowe, odwracalne (anastrozol, letrozol)[1].

Inhibitory aromatazy hamują syntezę estrogenów:
- w jajnikach
- w tkance tłuszczowej
- w ogniskach endometriozy.

Inhibitory aromatazy bywają stosowane przez sportowców w ramach dopingu, w celu zapobiegania niechcianym działaniom sterydów anabolicznych (działanie enzymu aromatazy wywołuje estrogenizm poprzez przekształcenie z androgenów do estrogenów i w konsekwencji m.in. ginekomastię czy nadmierną ilość tkanki tłuszczowej), dlatego zostały umieszczone na liście substancji zakazanych przez Międzynarodowy Komitet Olimpijski i Światową Agencję Antydopingową.

## Zastosowanie

### Terapia hormonalna w leczeniu raka piersi

#### Wskazania do stosowania
Inhibitory aromatazy są skuteczne i zalecane w leczeniu uzupełniającym (po chirurgii, chemio i radioterapii) w leczeniu raka piersi wrażliwego na leczenie hormonalne, czyli posiadającego receptory dla hormonów: estrogenów (ER - warunek bezwzględny) lub estrogenów i progestagenów (PgR). Inhibitory są skuteczne i zarejestrowane w leczeniu raka piersi u pacjentek po menopauzie (naturalnej lub wywołanej farmakologicznie/chirurgicznie).

##### Letrozol[3]
- neoadiuwant – przedoperacyjna terapia u kobiet po menopauzie z hormonozależnym rakiem piersi, w celu umożliwienia przeprowadzenia późniejszego zabiegu oszczędzającego u kobiet, które nie były wcześniej rozważane jako kandydatki do chirurgii oszczędzającej. Leczenie po zabiegu chirurgicznym powinno być zgodne ze standardami. Jedynym dostępnym w Polsce lekiem zarejestrowanym w tym wskazaniu jest produkt Lametta[3].
- adiuwant – uzupełniające leczenie pooperacyjne obejmujące:
  - up-front – zastosowanie letrozolu jako pierwszego z leków w terapii hormonalnej wczesnego raka piersi
  - sekwencję (inaczej switch) – zastosowanie letrozolu jako drugiego z leków w terapii po uprzednim leczeniu tamoksyfenem
- terapię zaawansowanego raka sutka – leczenie w tym stadium zaawansowania.

##### Anastrozol[4]
- adiuwant – uzupełniające leczenie pooperacyjne obejmujące:
  - up-front – zastosowanie anastrozolu jako pierwszego z leków w terapii hormonalnej wczesnego raka piersi
  - sekwencję (inaczej switch) – zastosowanie anastrozolu jako drugiego z leków w terapii po uprzednim leczeniu tamoksyfenem
- terapię zaawansowanego raka sutka – leczenie w tym stadium zaawansowania.

#### Czas trwania terapii uzupełniającej – światowe zalecenia ASCO[5]
Zgodnie z zaleceniami ASCO (American Society of Clinical Oncology) z roku 2014 całkowity czas trwania terapii hormonalnej pacjentki z rakiem piersi powinien wynosić 10 lat i uwzględniać zastosowanie tamoksyfenu i inhibitorów aromatazy w poniższych możliwych kombinacjach:
- pacjentki przed menopauzą – u pacjentek przed menopauzą leczenie należy zaczynać od tamoksyfenu. Zamiana na inhibitor aromatazy jest możliwa dopiero kiedy u pacjentki potwierdzi się przejście menopauzy,
- pacjentki po menopauzie – pacjentki u których potwierdzono menopauzę mogą mieć zastosowaną terapię z użyciem tamoksyfenu lub inhibitora aromatazy lub obu tych leków na zmianę.

W ten sposób 10-letnia terapia hormonalna może obejmować następujące kombinacje:
- 10 lat tamoksyfen
- 5 lat tamoksyfen + 5 lat inhibitor aromatazy
- 5 lat inhibitor aromatazy + 5 lat tamoksyfen
- 2-3 lata tamoksyfen + 5 lat inhibitor aromatazy
- 5 lat inhibitor aromatazy.

W przypadku przeciwwskazań do tamoksyfenu (np. żylaki, zakrzepica, uczulenia, nudności, zaćma, depresja) należy zmienić leczenie na inhibitor aromatazy. U kobiet przed menopauzą stosuje się dodatkowo analogi gonadoliberyny (np. goserelina) - celem wywołania farmakologicznej menopauzy - u kobiet z zachowanym cyklem leki z tej grupy są nieskuteczne. W przypadku wystąpienia nietolerancji tamoksyfenu w trakcie leczenia (ww. objawy) również należy zmienić lek na inhibitor aromatazy. W przypadku przeciwwskazań do inhibitora aromatazy leczenie należy zamienić na tamoksyfen.